# Liste der Baudenkmäler im Wuppertaler Stadtbezirk Langerfeld-Beyenburg
Die Liste der Baudenkmäler im Wuppertaler Stadtbezirk Langerfeld-Beyenburg enthält die denkmalgeschützten Bauwerke auf dem Gebiet des Stadtbezirks Wuppertal-Langerfeld-Beyenburg in Nordrhein-Westfalen (Stand: November 2011). Diese Baudenkmäler sind in der Denkmalliste der Stadt Wuppertal eingetragen; Grundlage für die Aufnahme ist das Denkmalschutzgesetz Nordrhein-Westfalen (DSchG NRW).

Der Stadtbezirk ist gegliedert in die Wohnquartiere: Langerfeld-Mitte, Rauental, Jesinghauser Straße, Hilgershöhe, Löhrerlen, Fleute, Ehrenberg, Beyenburg-Mitte und Herbringhausen.

## Baudenkmäler im Wuppertaler Stadtbezirk Langerfeld-Beyenburg

### Langerfeld-Mitte
siehe Liste der Baudenkmäler im Wuppertaler Wohnquartier Langerfeld-Mitte

### Rauental
siehe Liste der Baudenkmäler im Wuppertaler Wohnquartier Rauental

### Jesinghauser Straße
siehe Liste der Baudenkmäler im Wuppertaler Wohnquartier Jesinghauser Straße

### Hilgershöhe
kein Baudenkmal in diesem Wohnquartier

### Fleute
kein Baudenkmal in diesem Wohnquartier

### Ehrenberg
siehe Liste der Baudenkmäler im Wuppertaler Wohnquartier Ehrenberg

### Beyenburg-Mitte
siehe Liste der Baudenkmäler im Wuppertaler Wohnquartier Beyenburg-Mitte

### Herbringhausen
siehe Liste der Baudenkmäler im Wuppertaler Wohnquartier Herbringhausen